# جشن (ترانه مدونا)
«جشن» (به انگلیسی: Celebration) تک‌آهنگی از هنرمند اهل ایالات متحده آمریکا مدونا است که در ۳۱ ژوئیه ۲۰۰۹ منتشر شد. این تک‌آهنگ در آلبوم جشن (آلبوم) قرار داشت.